# Gengivorragia

Periodonto. Con la lettera G si indica il solco gengivale che contribuisce all'eziopatogenesi della gengivorragia.

Il sanguinamento al sondaggio, conosciuto anche come sanguinamento delle gengive o gengivorragia è un termine usato dagli odontoiatri per descrivere la perdita di sangue nel tratto orale in seguito ad una lieve manipolazione meccanica che avviene nel fondo del solco gengivale o nell'interfaccia tra gengiva e dente. Detto anche bleeding on probing (BOP), esso costituisce una manifestazione dell'infiammazione e può indicare erosione, distruzione o ulcerazione del rivestimento del solco gengivale.
Il sangue proviene dai capillari della lamina propria della mucosa del solco gengivale. Essi possono rompersi facilmente se la zona è ulcerata.

## Cause
Ci sono molteplici cause che generano gengivorragia. Le più comuni sono:
- spazzolamento troppo pesante;

- impianto di nuove protesi;
- infezione del dente o della gengiva (es.piorrea);
- diabete mellito;[4]
- porpora trombocitopenica idiopatica;
- porpora trombocitopenica autoimmune;
- leucemia;
- malnutrizione;
- squilibri ormonali durante l'adolescenza o la gravidanza;
- utilizzo di anticoagulanti (eparina, warfarina);
- sovraccarico di ferro

Altre cause meno comuni sono:
- ipovitaminosi C (scorbuto)
- ipovitaminosi K
- febbre del dengue[5]